# Kasteel van Azay-le-Rideau

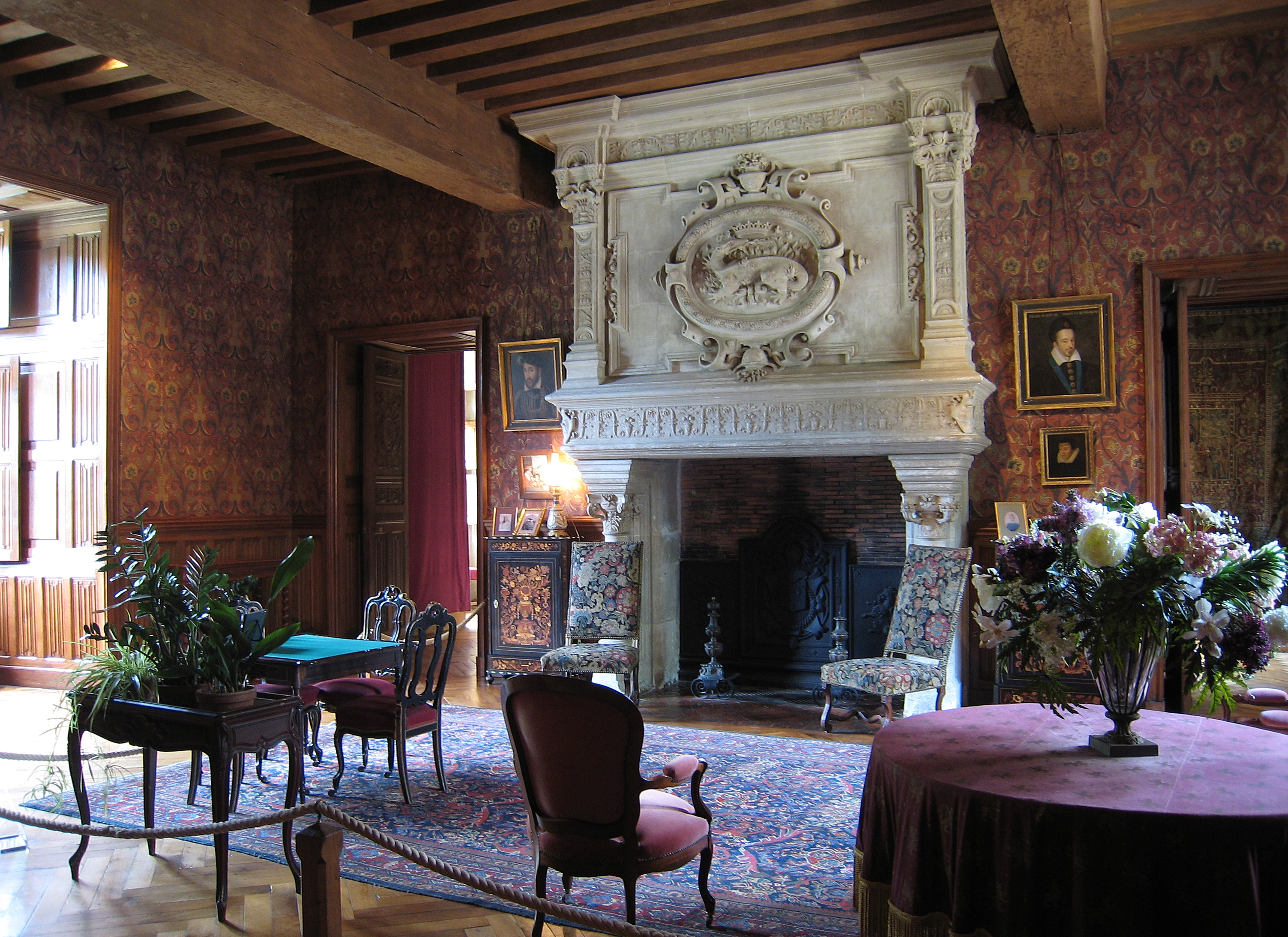
De salon

Het Kasteel van Azay-le-Rideau staat in de buurt van het gelijknamige dorp. Het is een van de beroemde kastelen langs de Loire. Het ligt aan de rivier de Indre, een zijrivier van de Loire.

## Architectuur
Van bovenaf gezien heeft het kasteel de vorm van twee rechthoeken die haaks op elkaar staan. De achterzijde ligt aan de Indre en de voorzijde aan een bebost park. Het kasteel wordt ingesloten door een kunstmatige gracht. Het is een van de eerste Europese kastelen met een centraal trappenhuis. Het plafond van dit trappenhuis is versierd met gebeeldhouwde portretten. Het kasteel heeft drie verdiepingen. Het gebouw kenmerkt zich verder door de sterke Italiaanse invloed. Aan elke hoek zit een torentje. De raamkozijnen en dakkapellen zijn versierd met een groot aantal ornamenten.

## Interieur
Ook aan de binnenzijde zijn de muren en plafonds met beeldhouwwerk versierd. Er hangen een aantal grote Vlaamse wandtapijten. De wandtapijten die scènes uit het Oude Testament afbeelden zijn geweven in Oudenaarde, die de mythe van Psyche afbeelden zijn geweven in Brussel en de wandtapijten met voorstellingen uit de natuur ("verdures") in Antwerpen en Doornik. De salon heeft een open haard waarboven een salamander is verwerkt. Hiernaast hangen portretten van leden van de voormalige Franse koninklijke familie. Verder zijn de koninklijke appartementen te bewonderen, deze hebben grote rood met goudkleurige gordijnen. De blauwe kamer is ingericht met ivoren beelden die de Dertigjarige Oorlog uitbeelden. De witte slaapkamer heeft een groot satijnen bed en een 17e-eeuws wandtapijt waarop de jacht wordt uitgebeeld. Op de eerste verdieping is de balzaal te vinden. Verder is er een grote keuken te bewonderen.

## Geschiedenis
Voordat het kasteel werd gebouwd, stond er waarschijnlijk een grote slottoren die het wad in de Indre moest bewaken. In de 12e eeuw behoorde deze woontoren toe aan het geslacht Azay, de heren van Ridel, aan wie het huidige kasteel zijn naam ontleent. Begin 16e eeuw kwamen de slottoren en het omliggende land in handen van de uit Tours afkomstige Gilles Berthelot, die o.a. schatmeester van Frankrijk was. Met de hulp van zijn vrouw Philippe Lesbahy begon hij met de bouw van een nieuw kasteel. Omdat Berthelot voor zijn werk vaak afwezig was, had zijn vrouw vrij spel in de bouw van het kasteel. De stijl is een overgang tussen de late gotiek en de vroege renaissance. Dit komt o.a. tot uiting in het centraal gelegen Italiaanse trappenhuis, dat door Philippe werd gebouwd. In het kasteel zijn veel hermelijnen en salamanders – emblemen van koning Frans I en koningin Claude – te vinden. Helaas konden deze tekenen van eerbetoon aan de koninklijke macht het echtpaar Berthelot niet behoeden voor de ongenade van de koning.
In 1528 werd Berthelot namelijk, evenals een groot aantal andere schatkistbewaarders, door koning Frans I beschuldigd van verduistering en zag hij zich gedwongen het incomplete kasteel te ontvluchten. Hij week uit naar Metz en keerde nooit meer terug. In datzelfde jaar legde de koning beslag op het kasteel van Azay-le-Rideau en schonk het aan Antoine Ruffin, de wapenmaker van de koning en later zijn ambassadeur.
In de eeuwen daarna wisselde het kasteel vaak van eigenaar, maar er werd niet veel veranderd aan het kasteel van de Berthelots. De laatste bewoners van het kasteel waren de markiezen van Biencourt, die er vijf generaties lang woonden. Deze adellijke familie bewoonde het kasteel van 1787 tot 1899 en wist de Franse Revolutie te overleven. In 1905 werd het kasteel Azay-le-Rideau door de Franse overheid gekocht. Het kasteel werd compleet gerenoveerd en het interieur werd opnieuw gemeubileerd. Vandaag de dag is het kasteel geopend voor bezoekers.